# This Strange Engine
„This Strange Engine“ (в превод от английски: „Тази странна машина“) е заглавието на деветия студиен албум на британската прогресив рок група Marillion, издаден на 22 юли 1997 година. Това е първият от поредицата от три албума на групата, които са издадени от лейбъла Castle Records, след като групата прекъсва отношенията си с EMI след албума „Afraid of Sunlight“ от 1995 година.
Албумът излъчва два сингъла: началната песен „Man of a Thousand Faces“ (в превод: „Мъжът с хилядата лица“), придружена от видеоклип, и третата поред песен „80 Days“ (в превод: „80 дни“).
Четвъртата песен в албума „Estonia“ („Естония“) е написана от певеца Стийв Хогарт след срещата му с Пол Барни (Paul Barney), единственият британец, оцелял след корабокрушението с пътническия ферибот „Естония“ в Балтийско море през септември 1994 година, при което загиват общо 852 души.
Албумът е записан в студиото The Racket Club, Бъкингамшър между август и ноември 1996 година. Миксовете са направени в студио Parr в Ливърпул.
През 1997 година албумът достига 27-а позиция в британската класацията за албуми (UK Album Chart).

## Списък на песните
Текстове: Стийв Хогарт и Джон Хелмър (John Helmer), музика: Marillion
1. „Man of a Thousand Faces“ – 7:33
2. „One Fine Day“ – 5:31
3. „80 Days“ – 5:00
4. „Estonia“ – 7:56
5. „Memory of Water“ – 3:01
6. „An Accidental Man“ – 6:12
7. „Hope for the Future“ – 5:10
8. „This Strange Engine“ – 30:24

Бонус песни към японската версия (Pony Canyon label, март 1997)
1. „Beautiful“ (акустична версия)
2. „Made Again“ (акустична версия) от албума „Made Again“ (1996)

Бонус песни към американската версия (Velvel label, October 1997)
1. „Estonia“ (Positive Light Remix)
2. „80 Days“ (акустична версия)

## Състав
- Стийв Хогарт (Steve Hogarth) – вокали, кийборди и перкусии, беквокали
- Стив Родъри (Steve Rothery) – китара
- Марк Кели (Mark Kelly) – кийборди, беквокали
- Пийт Треуавас (Pete Trewavas) – баскитара, беквокали
- Иън Моузли (Ian Mosley) – барабани, перкусии

Гост-музиканти
- Тим Пъркинс (Tim Perkins) – балалайка в песен 4
- Фил Тод (Phil Todd) – саксофон в песен 8
- Пол Севидж (Paul Savage) – тромпет в песен 7
- Charlton & Newbottle School Choir – беквокали за песен 1
- Рей Лиър (Rey Lear) – хоров аранжимент за песен 1